# Carl Ben Eielson
Carl Ben Eielson właśc. Carl Benjamin Eielson (ur. prawdopodobnie 20 stycznia 1897 w Hatton, zm. prawdopodobnie 9 listopada 1929 na Syberii) – amerykański lotnik i badacz Arktyki.
W 1917 wstąpił do armii z zamiarem zostania lotnikiem. W 1919 ukończył szkolenie lotnicze. Został pilotem na Alasce. W 1924 ustanowił pierwszą trasę poczty powietrznej na Alasce, niedługo potem wrócił do Północnej Dakoty. Wkrótce wraz z George'em Wilkinsem zaczął używać lotnictwa do eksploracji Arktyki. W 1926 i 1927 obaj piloci podjęli się dwóch próbnych lotów przed pionierską wyprawą mającą miejsce 15-16 kwietnia 1928, gdy przebyli samolotem 3350 km nad Arktyką od Point Barrow na Alasce do Ny-Ålesund na Svalbardzie. 20 grudnia 1928 Eielson i Wilkins przelecieli 970 km nad częścią Antarktydy. Zginął podczas próby wykonania ratunkowego lotu w pobliżu wybrzeża Syberii. Jego imieniem nazwano szczyt (Mount Eielson) w Parku Narodowym Denali na Alasce.